# Commission permanente (Congrès des États-Unis)

Audition devant le Comité des forces armées du Sénat des États-Unis, en 2013.

Les commissions permanentes (en anglais : standing committees) sont des commissions législatifs au sein du Congrès des États-Unis établies par les règles de la Chambre des représentants des États-Unis et les règles du Sénat des États-Unis (règle X de la Chambre des représentants et règle XXV du Sénat). Du fait de leur juridiction législative, les commissions permanentes examinent les projets de lois et les problèmes et recommandent des mesures pour leurs juridictions. Elles ont aussi la responsabilité de contrôle des agences, programmes et activités dépendant de leurs juridictions. Du fait de leur nature permanente, les commissions existent au-delà de chaque ajournement du congrès tous les deux ans.

## Histoire
La plupart des commissions recommandent les budgets et autorisations pour les opérations gouvernementales et pour les programmes nouveaux ou déjà existants. Les  commissions  contrôlent aussi les agences fédérales. Le Legislative Reorganization Act de 1946 — traduit par Loi de réorganisation législative — réduit le nombre de  commissions. Les membres de chaque  commissions sont nommés au début de chaque congrès, souvent par l'adoption du résolution formelle. A chaque  commissions est assigné son personnel pour l'assister dans son travail législatif, d'investigation et de recherche. Plusieurs  commissions divisent les travaux dans des sous- commissions. 

## Organisation
Le Sénat compte actuellement 16  commissions permanentes (divisés en sous-commissions), parmi lesquelles la Commission des affaires étrangères, la Commission sur l'énergie et les ressources naturelles, la Commission des finances, la Commission des forces armées, la Commission judiciaire, la Commission sur les petites entreprises et l'entreprenariat, la Commission sur la santé, l'éducation, le travail et les retraites et la Commission sur la Sécurité intérieure et les Affaires gouvernementales, ainsi que 4  commissions spéciales. La Chambre des représentants compte actuellement 19 commissions permanentes et 3 commissions spéciales.
Les  commissions ont entre 6 et 50 membres chacun. À la Chambre des représentants, une personne ne peut être membre de plus de deux  commissions et quatre sous- commissions en même temps. Les membres sont assignés aux  commissions par la  commission de pilotage républicain pour les membres du Parti républicain, alors que les membres du Parti démocrate sont assignés par la commission du pilotage et de la politique. Au Sénat, où les procédures sont similaires, un sénateur ne peut être membre de plus de 3  commissions et 5 sous- commissions.